# Чорбог (Шахрітуський район)
Чорбо́г (тадж. Чорбоғ) — село у складі Хатлонської області Таджикистану. Входить до складу Пахтаободського джамоату Шахрітуського району.
Назва села означає як «чотири сади», складається з чор (чотири) та боғ (сад). До 2012 року село називалось Бошчорбог, у радянські час — Бешчорбак.
Населення — 1738 осіб (2017).